# Listă de rotifere din România
Rotiferele (de la gr. rota = roată; fere = a purta) sunt nematelminte de dimensiuni mici, microscopice, măsurând de la 0,04 mm până la maximum 3 mm lungime, de obicei au 0,2-0,5 mm. Din această cauză, nu au fost cunoscute decât după descoperirea microscopului. Se cunosc circa 1 500 specii, majoritatea de apă dulce, puține marine, litorale și terestre (în mușchi, licheni). Unele dintre rotifere sunt forme libere, fie plutitoare sau înotătoare (planctonice), fie târându-se pe fundul apei (bentonice). 
Alte forme bentonice sunt sesile, adică fixate pe fundul apei prin extremitatea lor posterioară și, în cele mai dese cazuri, înconjurate de tuburi protectoare. Puține specii sunt parazite, unele la plante, altele la animale. 
Organul caracteristic al rotiferelor este aparatul rotator cu ajutorul căruia se deplasează activ în masa apei. Au o durată de viață scurta, de 2-3 săptămâni. În perioada caldă a anului se dezvoltă mai multe generații succesive. Iarna sau în timpul secetei rezistă sub formă de ouă. Din astfel de ouă, numite ouă durabile, ies primăvara numai femele, care se înmulțesc toată vara partenogenetic, adică fără prezența masculilor. Când condițiile de mediu se schimbă, în special când temperatura apei ajunge maximă, ceea ce se întâmplă de obicei vara, tot partenogenetic apar și masculii care se împerechează imediat cu femelele generației care le-au dat naștere. Ouăle rezultate în urma fecundării rezistă peste iarnă, din ele se dezvoltă o nouă generație de femele în primăvara următoare. Rotiferele constituie o bună parte a microplanctonului și o hrană prețioasă pentru animale, în special pentru puietul mic de pește, ceea ce este foarte important pentru piscicultură. Prin modul lor de hrană, ele contribuie la curățirea apelor de bacteriile cu care se hrănesc.
Lista alfabetică a rotiferelor din România (incompletă):
- Adineta oculata
- Adineta vaga
- Albertia intrusor
- Albertia naidis
- Anuraeopsis fissa
- Ascomorpha agilis
- Ascomorpha ecaudis
- Ascomorpha ovalis
- Ascomorpha saltans
- Asplanchna brightwelli
- Asplanchna girrodi
- Asplanchna herricki
- Asplanchna priodonta
- Asplanchna sieboldi
- Asplanchnopus multiceps
- Atrochus tentaculatus
- Beauchampia crucigera
- Bipalpus hudsoni
- Brachionus angularis
- Brachionus bennini
- Brachionus budapestinensis
- Brachionus calyciflorus
- Brachionus caudatus
- Brachionus dimidiatus
- Brachionus diversicornis
- Brachionus dorcas
- Brachionus falcatus
- Brachionus forficula
- Brachionus leydigi
- Brachionus nilsoni
- Brachionus plicatilis
- Brachionus quadridentatus
- Brachionus rubens
- Brachionus urceolaris
- Brachionus urceus
- Bryceela tenella
- Cephalodella armata
- Cephalodella auriculata
- Cephalodella catellina
- Cephalodella delicate
- Cephalodella derbyi
- Cephalodella eva
- Cephalodella exigua
- Cephalodella fluviatilis
- Cephalodella forficata
- Cephalodella forficula
- Cephalodella gibba
- Cephalodella gibboides
- Cephalodella globata
- Cephalodella gobio
- Cephalodella gracilis
- Cephalodella gusuleaci
- Cephalodella hoodi
- Cephalodella limosa
- Cephalodella megalocephala
- Cephalodella misgurnus
- Cephalodella nana
- Cephalodella pachyodon
- Cephalodella panarista
- Cephalodella remanei
- Cephalodella sterea
- Cephalodella tennuis
- Cephalodella tenuior
- Cephalodella tenuiseta
- Cephalodella ventripes
- Chromogaster ovalis
- Collotheca algicola
- Collotheca ambigua
- Collotheca atrochoides
- Collotheca balatonica
- Collotheca bilfingeri
- Collotheca calva
- Collotheca campanulata
- Collotheca cyclops
- Collotheca edentata
- Collotheca heptabranchiata
- Collotheca hoodi
- Collotheca libera
- Collotheca mutabilis
- Collotheca ornata
- Collotheca pelagica
- Collotheca trilobata
- Collotheca volutata
- Colurella adriatica
- Colurella colurus
- Colurella dicentra
- Colurella gastracantha
- Colurella hindenburgi
- Colurella obtusa
- Colurella obtusa-clausa
- Colurella paludosa
- Colurella sinistra
- Colurella tesselata
- Colurella uncinata
- Conochiloides coenobasis
- Conochiloides deltaicus
- Conochiloides dossuarius
- Conochiloides natans
- Conochilus hippocrepis
- Conochilus unicornis
- Cupelopagis vorax
- Cyrtonia tuba
- Dicranophorus caudatus
- Dicranophorus forcipatus
- Dicranophorus grandis
- Dicranophorus hauerianus
- Dicranophorus hercules
- Dicranophorus leptodon
- Dicranophorus lütkeni
- Dicranophorus rosa
- Dicranophorus rostratus
- Dicranophorus uncinatus
- Dipeuchlanis propatula
- Diplois daviesiae
- Dissotrocha aculeate
- Dissotrocha macrostyla
- Drilophaga delagei
- Elosa woralli
- Embata commensalis
- Embata parasitica
- Encentrum felis
- Encentrum grande
- Encentrum lutetiae
- Encentrum marinum
- Encentrum Martes
- Encentrum plicatum
- Encentrum putorius
- Encentrum rousseleti
- Encentrum saundersiae
- Encentrum sorex
- Encentrum sutor
- Enteroplea lacustris
- Eosphora ehrenbergi
- Eosphora najas
- Eosphora thoa
- Epiphanes brachionus
- Epiphanes clavulata
- Epiphanes macrourus
- Epiphanes pelagica
- Epiphanes senta
- Erignatha clastopsis
- Euchlanis alata
- Euchlanis deflexa
- Euchlanis dilatata
- Euchlanis incisa
- Euchlanis lyra
- Euchlanis oropha
- Euchlanis parva
- Euchlanis pyriformis
- Euchlanis triqueta
- Euchlanis triquetra
- Eudactylota eudactylota
- Filinia aseta
- Filinia brachiata
- Filinia cornuta
- Filinia limnetica
- Filinia longiseta
- Filinia maior
- Filinia passa
- Filinia terminalis
- Floscularia conifera
- Floscularia janus
- Floscularia melicerta
- Floscularia ringens
- Gastropus hyptopus
- Gastropus stylifer
- Habrotrocha bidens
- Habrotrocha constricta
- Habrotrocha crenata
- Habrotrocha gracilis
- Habrotrocha lata
- Habrotrocha reclusa
- Habrotrocha rosa
- Habrotrocha tridens
- Habrotrocha tripus
- Habrotrocha solida
- Haringia eupoda
- Hertwigella volvocicola
- Hexarthra fennica
- Hexarthra mira
- Itura aurita
- Itura viridis
- Kellicotia longispina
- Kellicottia longispina
- Keratella cochlearis
- Keratella cruciformis
- Keratella irregularis
- Keratella quadrata
- Keratella serrulata
- Keratella testudo
- Keratella ticinensis
- Keratella tropica
- Keratella valga
- Lacinularia flosculosa
- Lecane aculeata
- Lecane acus
- Lecane affinis
- Lecane agilis
- Lecane althausi
- Lecane arcuata
- Lecane arcula
- Lecane bifurca
- Lecane bulla
- Lecane clara
- Lecane closterocerca
- Lecane copeis
- Lecane cornuta
- Lecane crenata
- Lecane elasma
- Lecane elongata
- Lecane elsa
- Lecane flexilis
- Lecane furcata
- Lecane galeata
- Lecane gissensis
- Lecane grandis
- Lecane hamata
- Lecane hornemanni
- Lecane hospes
- Lecane inermis
- Lecane kluchor
- Lecane lamellata
- Lecane lauterborni
- Lecane levistyla
- Lecane ligona
- Lecane ludwigi
- Lecane luna
- Lecane lunaris
- Lecane magna
- Lecane mira
- Lecane monostyla
- Lecane nana
- Lecane ohioensis
- Lecane perpusilla
- Lecane psammophila
- Lecane pumil
- Lecane pygmaea
- Lecane pyriformis
- Lecane quadridentata
- Lecane stenroosi
- Lecane stichaea
- Lecane subtilis
- Lecane sulcata
- Lecane tenuiseta
- Lecane thalera
- Lecane tryphema
- Lecane ungulata
- Lepadella acuminate
- Lepadella amphitropis
- Lepadella astacicola
- Lepadella borealis
- Lepadella branchicola
- Lepadella costata
- Lepadella cryphaea
- Lepadella dactyliseta
- Lepadella ehrenbergi
- Lepadella elliptica
- Lepadella haueri
- Lepadella heterostyla
- Lepadella lata
- Lepadella minuta
- Lepadella nympha
- Lepadella ovalis
- Lepadella parasita
- Lepadella patella
- Lepadella quadricarinata
- Lepadella quinquecostata
- Lepadella raja
- Lepadella rhomboides
- Lepadella rottenburgi
- Lepadella triptera
- Limnias ceratophylli
- Limnias melicerta
- Lindia tecusa
- Lindia torulosa
- Lindia truncata
- Lophocharis lepadelloides
- Lophocharis parva
- Lophocharis salpina
- Macrochaetus collinsii
- Macrochaetus subquadratus
- Macrotrachela mucronata
- Macrotrachela multispinosa
- Macrotrachela musculosa
- Macrotrachela plicata
- Macrotrachela quadricornis
- Microcodides chlaena
- Microcodon clavus
- Mniobia incrassata
- Monommata aequalis
- Monommata appendiculata
- Monommata dentata
- Monommata grandis
- Monommata longiseta
- Mytilina bicarinata
- Mytilina bisulcata
- Mytilina crassipes
- Mytilina mucronata
- Mytilina trigona
- Mytilina ventralis
- Mytilina videns
- Notholca acuminata
- Notholca cinetura
- Notholca foliacea
- Notholca labis
- Notholca squammula
- Notholca striata
- Notommata aurita
- Notommata cerberus
- Notommata collaris
- Notommata contorta
- Notommata copeus
- Notommata diasema
- Notommata doneta
- Notommata gelida
- Notommata glyphura
- Notommata pachyura
- Notommata pseudocerberus
- Notommata saccigera
- Notommata silpha
- Notommata tripus
- Ostostephanus torquatus
- Paradicronophorus hudsoni
- Philodina citrina
- Philodina cristata
- Philodina erythrophthalma
- Philodina megalotrocha
- Philodina roseola
- Platyas patulus
- Platyas polyacanthus
- Platyas quadricornis
- Pleosoma hudsoni
- Pleosoma lenticulare
- Pleosoma lynceus
- Pleosoma truncatum
- Pleuretra brycei
- Pleuretra intermedia
- Pleurotrocha constricta
- Pleurotrocha petromyzon
- Ploesoma lenticulare
- Ploesoma truncatum
- Polyarthra brachyptera
- Polyarthra dolichoptera
- Polyarthra euryptera
- Polyarthra longiremis
- Polyarthra major
- Polyarthra minor
- Polyarthra remata
- Polyarthra vulgaris
- Pompholyx complanata
- Pompholyx sulcata
- Postclausa hyptopus
- Postclausa minor
- Proales brevipes
- Proales daphnicola
- Proales decipiens
- Proales doliaris
- Proales fallaciosa
- Proales micropus
- Proales minima
- Proales parasita
- Proales similis
- Proales sordida
- Proales theodora
- Proales uroglenae
- Proales wernecki
- Proalides subtilis
- Proalides tentaculatus
- Pseudoharringia similis
- Ptygura crystallina
- Ptygura longicornis
- Ptygura longipes
- Ptygura melicerta
- Ptygura pilula
- Ptygura spongicola
- Ptygura velata
- Resticula gelida
- Resticula melandocus
- Rhinoglena frontalis
- Rotaria citrina
- Rotaria elongata
- Rotaria macroceros
- Rotaria macrura
- Rotaria magnacalcarata
- Rotaria neptunia
- Rotaria rotatoria
- Rotaria socialis
- Rotaria sordida
- Rotaria tardigrada
- Rotaria tridens
- Rotaria trisecata
- Scaridium longicaudum
- Sinantherina socialis
- Squatinella bifurca
- Squatinella leydigi
- Squatinella longispinata
- Squatinella rostrum
- Squatinella tridentata
- Stephanoceros fimbriatus
- Synchaeta baltica
- Synchaeta cecilia
- Synchaeta curvata
- Synchaeta grandis
- Synchaeta gyrina
- Synchaeta kitina
- Synchaeta litoralis
- Synchaeta longipes
- Synchaeta monopus
- Synchaeta oblonga
- Synchaeta pectinata
- Synchaeta razelmi
- Synchaeta stylata
- Synchaeta tavina
- Synchaeta tremula
- Synchaeta triophthalma
- Synchaeta vorax
- Taphrocampa annulosa
- Taphrocampa selenura
- Testudinella aspis
- Testudinella clypeata
- Testudinella elliptica
- Testudinella emarginula
- Testudinella mucronata
- Testudinella parva
- Testudinella patina
- Testudinella reflexa
- Testudinella sphagnicola
- Testudinella truncata
- Tetramastyx opoliensis
- Trichocerca bicristata
- Trichocerca bidens
- Trichocerca birostris
- Trichocerca capucina
- Trichocerca cavia
- Trichocerca collaris
- Trichocerca cylindrica
- Trichocerca dixonnuttalli
- Trichocerca elongata
- Trichocerca fusiformis
- Trichocerca gracilis
- Trichocerca iernis
- Trichocerca inermis
- Trichocerca insignis
- Trichocerca intermedia
- Trichocerca jenningsi
- Trichocerca longiseta
- Trichocerca lophoessa
- Trichocerca marina
- Trichocerca musculus
- Trichocerca parvula
- Trichocerca pocillum
- Trichocerca porcellus
- Trichocerca pusilla
- Trichocerca rattus
- Trichocerca rousseleti
- Trichocerca scipio
- Trichocerca siejunctipes
- Trichocerca similis
- Trichocerca stylata
- Trichocerca sulcata
- Trichocerca taurocephala
- Trichocerca tenuior
- Trichocerca tigris
- Trichocerca uncinata
- Trichocerca vernalis
- Trichocerca weberi
- Trichotria curta
- Trichotria pocillum
- Trichotria similis
- Trichotria tetractis
- Trichotria truncate
- Tripleuchlanis plicata
- Trocosphaera aequatorialis
- Trocosphaera solstitialis
- Wierzejskella sabulosa
- Wolga spinifera